# (9382) Mihonoseki
(9382) Mihonoseki (1993 TK11) – planetoida z pasa głównego planetoid okrążająca Słońce w ciągu 3 lat i 67 dni w średniej odległości 2,16 j.a. Została odkryta 11 października 1993 roku.